# LSV M/04
LSV M/04 står for Let StøtteVåben Model 2004 og var tænkt som det danske forsvars afløser for det lette maskingevær, LMG M/62, som er den danske betegnelse for Rheinmetall MG3. Afløsningen er dog ikke sket i praksis, da LSV og det gamle LMG er to meget forskellige våben, med egne styrker og svagheder. LMG'et bruger en større kaliber (7.62 mm) hvorimod LSV'et bruger 5.56 mm. Den større kaliber i LMG'et giver større slagkraft, men samtidig større rekyl. Desuden er skudkadencen langt højere i LMG'et. Dermed er de to våben meget forskellige.
LSV'et er en videreudvikling af standardinfanterivåbenet Gevær M/95 og har da samme karaktertræk, blandt andet er kaliberen den samme, 5.56 x 45 mm NATO. LSV'et er dog bygget kraftigere, således det er muligt at afgive vedvarende salver, såkaldt bygeild, hvilket er LSV-skyttens primære opgave. Fik det uformelle kaldenavn "Lorte Spasser Våben", fordi det var et våben designet til at gøre alt, men kunne ikke noget
| Model                   | GV M/95 | K M/96  | LSV M/04 |
| ----------------------- | ------- | ------- | -------- |
| Vægt, kilo              | 3,2     | 2,98    | 5,42     |
| Længde, centimeter      | 101     | 84      | 101      |
| Pibelængde, centimeter  | 50,8    | 36,8    | 50,8     |
| Mundingshastighed, m/s  | 940     | 868     | 940      |
| Skudkadence, skud/minut | 700-900 | 750-950 | 600-725  |